# Jürgen Adler (Maler)
Jürgen Adler (* 25. September 1941 in Plauen; † 1995 in Zwickau) war ein deutscher Maler und Grafiker.

## Leben und Werk
Adler studierte von 1962 bis 1964 Deutsch und Kunsterziehung am Pädagogischen Institut Leipzig und von 1964 bis 1969 bei Harry Blume, Fritz Fröhlich, Bernhard Heisig und Wolfgang Mattheuer und Hans Mayer-Foreyt an der Hochschule für Grafik und Buchkunst Leipzig. Als 1968 die Entlassung Werner Tübkes von der Hochschule betrieben wurde, unterzeichnete Adler als Mitglied der SED-Grundorganisation der Hochschule mit Georg Matthäus (* 1945) und Rolf Häusner (* 1943) einen von Dietrich Wenzel (* 1943) verfassten Beschwerdebrief, der zum Verbleib Tübkes beitrug.
Nach dem Studium arbeitete Adler in Plauen als freischaffender Maler und daneben u. a. als Leiter des Förderstudios für Malerei und Grafik. Später unterrichtete er auch an der Ingenieurschule für Textiltechnik in Reichenbach. Von 1972 bis 1990 war Adler Mitglied des Verbands Bildender Künstler der DDR. Er malte vor allem Genrebilder mit Sport- und Jugendmotiven sowie Landschaften. Darüber hinaus illustrierte er Bücher, u. a. von Edgar Allan Poe, Brüder Grimm und Oscar Wilde. 1983 schuf er mit Ulrich Tarlatt, Michael Morgner, Dagmar Ranft-Schinke, Günther Huniat, Gregor-Torsten Kozik (* 1948), Thomas Ranft und Andreas Hüneke die nichtoffizielle Edition „5 Jahre KaGa Mumpietz. Ein Freundschaftsbuch“, die als Offset-Druck mit dreißig Kopien erschien.
Ab 1992 lebte Adler in Zwickau. Er starb nach schwerer Krankheit.

## Werke (Auswahl)
- Lenin (Öl; auf der VII. Kunstausstellung der DDR)[4]
- Zwei Katzen (1977, Kaltnadelradierung; auf der VIII. Kunstausstellung der DDR)[5]

## Ausstellungen (unvollständig)

### Einzelausstellungen
- 1985: Riesa, Karl-Marx-Oberschule
- 2001: Plauen, Galerie im Malzhaus („Zeitreise. Malerei und Grafik“)
- 2001: Zwickau, Galerie im Domhof
- 2021: Plauen, Galerie Bund Bildender Künstler Vogtland e.V. („Intermezzo“; mit Ursula Mattheuer-Neustädt)

### Teilnahme an zentralen und wichtigen regionalen Ausstellungen in der DDR
- 1972/1973 und 1977/1978: Dresden, VII. und VIII. Kunstausstellung der DDR
- 1974, 1979 und 1985: Karl-Marx-Stadt, Bezirkskunstausstellungen
- 1975: Berlin, Altes Museum („In Freundschaft verbunden“)
- 1976: Karl-Marx-Stadt, Städtische Museen („Jugend und Jugendobjekte im Sozialismus“)
- 1983: Leipzig, Messehaus am Markt („Kunst und Sport“)
- 1984/1985 Karl-Marx-Stadt, Städtisches Museum am Theaterplatz („Retrospektive 1945 – 1984. Bildende Kunst im Bezirk Karl-Marx-Stadt“)
- 1986/1987: Suhl („Das sicher sei, was uns lieb ist“. Ausstellung zum 40. Jahrestag der Gründung der Grenztruppen der DDR)